# Dicionário Bibliográfico Brasileiro
O Dicionário Bibliográfico Brasileiro é uma publicação brasileira do final do século XIX e começo do XX, trazendo resumos biográficos de personalidades da época, organizado pelo médico baiano Augusto Vitorino Alves Sacramento Blake e sob os auspícios do imperador D. Pedro II, publicado em sete volumes pela Imprensa Nacional entre 1883 a 1902.
A obra foi reeditada setenta anos depois, pelo governo federal.

## Colaboradores
Blake utilizava como recurso para a obtenção dos dados a escrita de uma carta impressa aos próprios biografados e outros possíveis colaboradores, solicitando deles as informações necessárias para constar de sua obra.
Dentre aqueles que contribuíram para a obra de Blake estava o sergipano Armindo Guaraná, posteriormente ele mesmo autor do Dicionário Bio-Bibliográfico Sergipano, publicado postumamente em 1925.